# Граф, Ульрих
Ульрих Граф (нем. Ulrich Graf, 6 июля 1878, Баххагель, Бавария  — 3 марта 1950, Мюнхен) — партийный деятель НСДАП, один из ближайших соратников и первый телохранитель Гитлера, бригадефюрер СС (20 апреля 1943).

## Биография
Ульрих Граф родился 6 июля 1878 года в Баххагеле в семье мелкого фермера. После окончания начальной школы освоил профессию мельника. 1 ноября 1896 года поступил в артиллерийский полк Германской имперской армии. 1 июня 1904 года был комиссован из-за полученной травмы и в сентябре того же года устроился служащим в муниципалитет Мюнхена. В последующие годы был учеником мясника, а затем работал мясником колбасных изделий. Стал прославленным в Мюнхене борцом-любителем.
После окончания Первой мировой примкнул к Немецкой рабочей партии, где познакомился с Адольфом Гитлером и стал его личным телохранителем. В 1920 году, когда стали проходить партийные собрания в пивных Мюнхена, Граф входил в отряд по обеспечению порядка (Saalschutz) и выполнял функции «вышибалы». В ноябре 1920 года Saalschutz был расширен и изменил своё название на «Орднертруппе» (Ordnertruppe), в октябре 1921 года подразделения «Орднертруппе» вошли в состав СА. В 1921 году первый раз вступил в НСДАП (билет № 2882).
4 ноября 1921 года в составе отряда из 46 штурмовиков «Орднертруппе» участвовал в драке с превосходившими численно социалистами и коммунистами, пришедшими сорвать выступление Гитлера в пивной Хофбройхаус. 14 октября 1922 года сопровождал Адольфа Гитлера на «Дне нации» в Кобурге, который перерос в уличные бои и драки с коммунистами.

В марте 1923 года входит в состав отряда телохранителей «Штабсвахе» (Stabswache), созданного на базе «Орднертруппе». После переименования «Штабсвахе» в мае 1923 года входит в состав ударного отряда «Адольф Гитлер» (Stosstrupp Adolf Hitler). Во время Марша по Мюнхену 9 ноября 1923 года находился в колонне рядом с Гитлером, когда полиция преградила им путь, Граф закричал:
Не стреляйте! Идут их превосходительства Людендорф и Гитлер!
Началась перестрелка, в ходе которой Граф своим телом защитил Гитлера и был тяжело ранен. 1 января 1925 года стал членом городского совета Мюнхена, а после снятия запрета с НСДАП 11 января повторно вступает в партию (билет № 8) и в ноябре в СС (билет № 26). С конца 1925 года заседатель в Высшем партийном суде. В 1936 году избран депутатом рейхстага. 9 ноября 1944 года зачислен в Личный штаб рейхсфюрера СС. В сентябре 1948 года судом по денацификации был приговорен к пяти годам каторжных работ.
Умер 3 марта 1950 года в Мюнхене.

## Звания в СС
- Бригадефюрер СС: 20.04.1943
- Оберфюрер СС: 1937
- Штандартенфюрер СС: 1936
- Оберштурмбаннфюрер СС: 24.02.1935
- Штурмбаннфюрер СС: 9.11.1933
- Штурмфюрер СС: 1.10.1932

## Награды
- Шеврон старого бойца
- Нагрудный знак «За ранение» (1918) чёрный
- Орден крови (№ 21)
- Почётный знак Кобург
- Медаль «В память 13 марта 1938 года»
- Медаль «В память 1 октября 1938 года» с пряжкой «Пражский замок»
- Золотой партийный знак НСДАП (№ 8)
- Медаль «За выслугу лет в НСДАП» в бронзе, серебре и золоте
- Медаль «За выслугу лет в CC» 1-го класса (25 лет)
- Кольцо «Мёртвая голова»
- Почётная шпага рейхсфюрера СС

## Образ Ульриха Графа в кино
- «Гитлер: Восхождение дьявола» / «Hitler: The Rise of Evil» (Канада, США; 2003) режиссёр Кристиан Дюге, в роли Ульриха Графа — Иржи Мария Зибер.